# Heinz Hölscher
Heinz Hölscher (ou Heinz Hoelscher) (né le 9 octobre 1925 à Munich et mort le 7 mai 2021) est un directeur de la photographie allemand.

## Biographie
Hoelscher suit d'abord une formation en tant que photographe et travaille ensuite dans la prépresse. Il devient directeur de la photographie assistant en 1948. Il est le directeur principal durant l'adaptation de 08/15. Il travaille essentiellement dans les années 1960 et 1970 dans des films de divertissement et d'exploitations ouest-allemands. Il travaille avec les réalisateurs Alfred Weidenmann, Alfred Vohrer, Harald Reinl, Franz Josef Gottlieb. En 1965, il est récompensé pour son travail sur l'adaptation de La Case de l'oncle Tom. Plus tard, il participe à des séries télévisées : Inspecteur Derrick, Tatort, Ein Schloß am Wörthersee.

## Filmographie
| - 1954: 08/15 - 1955: Ich weiß, wofür ich lebe - 1955: Um Thron und Liebe /Sarajevo - 1956: Dany, bitte schreiben Sie (de) - 1957: Zwei Matrosen auf der Alm - 1957: Rübezahl – Herr der Berge - 1958: La Fille aux yeux de chat - 1958: Der lachende Vagabund (de) - 1958: Nick Knattertons Abenteuer (de) - 1959: Patricia (de) - 1959: Bataillon 999 - 1959: Das blaue Meer und Du (de) - 1960: Gauner-Serenade - 1960: Division Brandenburg - 1961: L'Archer vert (en) - 1961: Le Dernier Convoi - 1961: Sixième Étage (de) - 1961: Zwei unter Millionen - 1961: Ihr schönster Tag (de) - 1962: Ich bin auch nur eine Frau - 1964: Fanny Hill (en) - 1965: La Case de l'oncle Tom - 1965: L'Appât de l'or noir - 1965: Le Congrès s'amuse - 1966: Le Jour le plus long de Kansas City - 1966 : Maigret fait mouche - 1966: Tendres requins - 1966: Le Plus Vieux Métier du monde - 1968: Morgens um sieben ist die Welt noch in Ordnung (de) - 1968: Die Lümmel von der ersten Bank (de) – Zur Hölle mit den Paukern (de) - 1968: Komm nur, mein liebstes Vögelein (de) - 1969: Feux croisés sur Broadway - 1969: Heintje – Ein Herz geht auf Reisen - 1969: Nuits blanches à Hambourg - 1970: L'Entrejambe - 1970: Nachbarn sind zum Ärgern da (de) - 1970: Quand les profs s'envolent - 1970: Wenn die tollen Tanten kommen (de) - 1970: Heintje – Einmal wird die Sonne wieder scheinen - 1970: Der Bettenstudent oder Was mach' ich mit den Mädchen? (de) | - 1971: Josefine Mutzenbacher II – Meine 365 Liebhaber (de) - 1971: Je suis une vicieuse - 1971: Wer zuletzt lacht, lacht am besten (de) - 1971: Tante Trude aus Buxtehude - 1971: Wenn mein Schätzchen auf die Pauke haut (de) - 1971: Die tollen Tanten schlagen zu (de) - 1971: Hochwürden drückt ein Auge zu (de) - 1972: Kinderarzt Dr. Fröhlich - 1972: Mensch ärgere dich nicht (de) - 1972: Jeux d'amour chez les jeunes filles (de) - 1972: Meine Tochter – deine Tochter (de) - 1972: Immer Ärger mit Hochwürden - 1972: Les Émotions particulières - 1973: Blau blüht der Enzian (de) - 1973: Crazy – total verrückt - 1973: Neuf à la file - 1973: Die blutigen Geier von Alaska - 1973: Wenn jeder Tag ein Sonntag wär - 1974: Wenn Mädchen zum Manöver blasen - 1974: Zwei im siebenten Himmel - 1974: Schwarzwaldfahrt aus Liebeskummer (de) - 1974: Alpenglühn im Dirndlrock - 1974: Julia et les hommes (de) - 1974: Auf der Alm, da gibt's koa Sünd - 1975: Seul dans Berlin - 1976: Né pour l'enfer (Die Hinrichtung) de Denis Héroux - 1976: L'Appât - 1977: Delicia, ou la croisière des caresses - 1977: Gefundenes Fressen (de) - 1978: Der Schimmelreiter (de) - 1978: Dans la chaleur des nuits d'été - 1978: Ekstase – Der Prozeß gegen die Satansmädchen - 1979: Graf Dracula beißt jetzt in Oberbayern - 1980: Les Folles nuits d'Ibiza - 1982: Les Petites Guerres - 1983: Gib Gas – Ich will Spaß (de) - 1984: Tapetenwechsel - 1985: Die Einsteiger (de) - 1988: Starke Zeiten (de) - 1990: Eine Frau namens Harry |